# Uwe Beyer
Uwe Beyer (ur. 14 kwietnia 1945 w Timmendorfer Strand, zm. 15 kwietnia 1993 w Belek) – niemiecki lekkoatleta, młociarz.
Trzykrotnie startował w igrzyskach olimpijskich zdobywając w swoim pierwszym występie na tej imprezie – w roku 1964 – brązowy medal. Dwukrotnie stawał na podium mistrzostw Europy. W latach 1964–1971 aż dwanaście razy poprawiał rekord RFN. Reprezentant kraju i medalista mistrzostw RFN. Rekord życiowy: 74,90 (9 lipca 1971, Helsinki).
Beyer zmarł wskutek zawału serca, doznanego podczas gry w tenisa w tureckiej miejscowości Belek. 

## Osiągnięcia
| Rok  | Impreza              | Miejsce   | Pozycja           | Wynik |
| ---- | -------------------- | --------- | ----------------- | ----- |
| 1964 | Igrzyska olimpijskie | Tokio     | 3. miejsce        | 68,09 |
| 1966 | Mistrzostwa Europy   | Budapeszt | 3. miejsce        | 67,28 |
| 1968 | Igrzyska olimpijskie | Meksyk    | el. – 16. miejsce | 65,44 |
| 1971 | Mistrzostwa Europy   | Helsinki  | 1. miejsce        | 72,36 |
| 1972 | Igrzyska olimpijskie | Monachium | 4. miejsce        | 71,52 |
| 1974 | Mistrzostwa Europy   | Rzym      | 5. miejsce        | 71,04 |